# Municipio de Beaver (condado de Polk)
El municipio de Beaver (en inglés: Beaver Township) es un municipio ubicado en el condado de Polk en el estado estadounidense de Iowa. En el año 2010 tenía una población de 3032 habitantes y una densidad poblacional de 48,45 personas por km².

## Geografía
El municipio de Beaver se encuentra ubicado en las coordenadas 41°39′4″N 93°23′44″O / 41.65111, -93.39556. Según la Oficina del Censo de los Estados Unidos, el municipio tiene una superficie total de 62.57 km², de la cual 62.52 km² corresponden a tierra firme y (0.08%) 0.05 km² es agua.

## Demografía
Según el censo de 2010, había 3032 personas residiendo en el municipio de Beaver. La densidad de población era de 48,45 hab./km². De los 3032 habitantes, el municipio de Beaver estaba compuesto por el 92.65% blancos, el 4.42% eran afroamericanos, el 0.59% eran amerindios, el 1.09% eran asiáticos, el 0.03% eran isleños del Pacífico, el 0.3% eran de otras razas y el 0.92% pertenecían a dos o más razas. Del total de la población el 2.34% eran hispanos o latinos de cualquier raza.